# Lipniki (okres Białystok)
Lipniki jsou vesnice v podleském vojvodství v okrese Bělostok. V letech 1975–1998 patřily administrativně do vojvodství białystockého. Lipniki jsou součástí gminy Tykocin.
Žil a zemřel zde slavný polský renesanční spisovatel Łukasz Górnicki.